# Bayer 04 Leverkusen II
El Bayer 04 Leverkusen II fue un equipo de fútbol de Alemania que jugaba en la Regionalliga West, la cuarta liga de fútbol más importante del país.

## Historia
Fue fundado en el año 1974 la ciudad de Leverkusen con la función de ser el equipo reserva del Bayer 04 Leverkusen, por lo que no puede jugar en la Bundesliga, aunque sí puede jugar en la Copa de Alemania y sus jugadores son elegibles para jugar en el primer equipo.
El equipo jugó la Copa de Alemania en 8 ocasiones, pero nunca pudo superar la primera ronda y en el año 2014 luego de las regulaciones que pidieron que los equipos filiales fueran exclusivamente de jugadores menores de 23 años perjudicaron a equipos de la Bundesliga y la 2. Bundesliga, haciendo que el club desapareciera junto al Eintracht Frankfurt II y el FSV Frankfurt II.
El Bayer 04 Leverkusen decidió que no tenía mucho potencial su equipo filial en la Regionalliga West y decidió enfocarse en sus equipos de categoría infantil y juvenil, cediendo a préstamo a sus jugadores más viejos.

## Palmarés
- Oberliga Nordrhein: 3

1998, 2001, 2005
- Verbandsliga Mittelrhein: 1

1981
- Middle Rhine Cup: 5

1996, 1998, 2000, 2003, 2007

## Últimas Temporadas
Estas fueron las últimas 10 temporadas del club:
| Temporada | Liga                      | División | Posición |
| 1999–2000 | Regionalliga West/Südwest | III      | 16º↓     |
| 2000–01   | Oberliga Nordrhein        | IV       | 1º↑      |
| 2001–02   | Regionalliga Nord         | III      | 8º       |
| 2002–03   | Regionalliga Nord         | III      | 17º↓     |
| 2003–04   | Oberliga Nordrhein        | IV       | 4º       |
| 2004–05   | Oberliga Nordrhein        | IV       | 1º↑      |
| 2005–06   | Regionalliga Nord         | III      | 11º      |
| 2006–07   | Regionalliga Nord         | III      | 17º↓     |
| 2007–08   | Oberliga Nordrhein        | IV       | 2º↑      |
| 2008–09   | Regionalliga West         | IV       | 9º       |
| 2009–10   | Regionalliga West         | IV       | 13º      |
| 2010–11   | Regionalliga West         | IV       | 15º      |
| 2011–12   | Regionalliga West         | IV       | 18º      |
| 2012–13   | Regionalliga West         | IV       | 11º      |
| 2013–14   | Regionalliga West         | IV       | 8º       |

- Con la introducción de las Regionalligas en 1994 y de la 3. Liga en 2008 como la nueva liga de tercera división por detrás de la 2. Bundesliga, todas las ligas que están detrás de ella bajaron un nivel. En el 2000 todos los equipos de la desaparecida Regionalliga West/Südwest de la región de North Rhine-Westphalia pasaron a la Regionalliga Nord, en 2008 esos equipos abandonaron la liga para unirse a la Regionalliga West.